# 布鲁克斯-巴克斯特战争
布鲁克斯-巴克斯特战争（英語：Brooks–Baxter War，或称布鲁克斯-巴克斯特事件）是在1874年4月15日至1874年5月15日发生在美国阿肯色州小石城的一起武装冲突。冲突起源于北方派共和党和自由派共和党之间自极具争议的1872年阿肯色州州长选举以来所引发的派别斗争。